# Přírodní park Hostivař-Záběhlice
Přírodní park Hostivař-Záběhlice je vyhlášen na jihovýchodě Prahy, podél toku Botiče mezi vodní nádrží Hostivař a Hamerským rybníkem v Záběhlicích. Byl zřízen v březnu 1990, jeho rozloha je 423 ha.
Lesy okolo přehrady tvoří rekreační zázemí okolních sídlišť Jižní Město a Petrovice. Součástí přírodního parku Hostivař-Záběhlice je také přírodní památka Meandry Botiče.

## Související území
- Lesopark Hostivař – Hostivařský lesopark je území s loukami a vzrostlými lesními porosty, které tvoří velkou část území právě Přírodního parku Hostivař-Záběhlice (srov. mapu lesoparku zde Archivováno 18. 6. 2018 na Wayback Machine.).
- Třešňový sad Hájecká – V prostoru Přírodního parku Hostivař-Záběhlice se nachází také třešňový sad o rozloze 0,58 ha, ve kterém lze nalézt řadu různých odrůd třešní (Granát, Doupovská černá, Baltavarská, Droganova, Dönnisenova, Kaštánka, Germersdorfská, Moreau, Ladeho, Burlat).[1] Tento zarostlý sad z 1. poloviny 20. století byl obnoven na jaře v roce 2011.[2]
- Vodní nádrž Hostivař – Uprostřed přírodního parku se nachází Hostivařská přehrada. Jde o přehradní nádrž na potoce Botiči a největší vodní plochu v Praze.
- Meandry Botiče – Přírodní památka a chráněné území Meandry Botiče.
- Botič-Milíčov – Přírodní park Botič-Milíčov se nachází na jihovýchodním okraji hlavního města Prahy a rozkládá se od údolí Pitkovického potoka, přes část údolí Botiče, zahrnuje také území Milíčovského lesa a blízkých rybníků. V údolí Botiče sahá až k přehradní nádrži Hostivař, navazuje tak právě na území přírodního parku Hostivař-Záběhlice.
- Sady zahradnické mládeže